# Wiaczesław Medwid´
Wiaczesław Josypowycz Medwid´, ukr. Вячеслав Йосипович Медвідь, ros. Вячеслав Иосифович Медвидь, Wiaczesław Iosifowicz Miedwid´ (ur. 28 sierpnia 1965 we wsi Nowe Dawydkowo, w obwodzie zakarpackim) – ukraiński piłkarz, grający na pozycji pomocnika.

## Kariera piłkarska

### Kariera klubowa
Po zakończeniu Internatu Sportowego w Charkowie. W 1982 rozpoczął karierę piłkarską w Zakarpattia Użhorod. W 1984 został zaproszony do Metalista Charków. W 1985 zaczął grać w FSzM Moskwa, a później został piłkarzem CSKA Moskwa. W 1988 przeszedł do SKA-Karpaty Lwów. W 1990 przeniósł się do SFK Drohobycz. Latem 1990 wrócił do Metalista Charków. Pierwszy sezon mistrzostw niepodległej Ukrainy reprezentował Zakarpattia Użhorod. Na początku 1993 zasilił skład Nywy Tarnopol. Latem 1993 wyjechał do Węgier, gdzie potem bronił barw klubów Debreceni VSC, Kabai Cukor FC, Gázszer FC, Hajdúszoboszlói Spartacus i Ikarus BSE. W 2003 zakończył karierę piłkarską.

### Kariera reprezentacyjna
Wcześniej bronił barw juniorskiej i młodzieżowej reprezentacji ZSRR.
W 1991 występował w studenckiej reprezentacji ZSRR na Letniej Uniwersjadzie 1991.

## Sukcesy i odznaczenia

### Sukcesy klubowe
CSKA Moskwa
- mistrz Pierwoj Ligi ZSRR: 1986

Gázszer FC
- wicemistrz NB II: 1996/97 (gr. zachodnia)

### Sukcesy reprezentacyjne
- brązowy medalista Mistrzostw Świata U-20: 1985